# Beast Loose in Paradise
"Beast Loose in Paradise" – singel fińskiego zespołu hardrockowego Lordi nagrany na potrzeby filmu Dark Floors – The Lordi Motion Picture.
Na tradycyjnym krążku singel pojawił się w sprzedaży 9 stycznia 2008, ale już 24 grudnia 2007 został udostępniony do płatnego pobrania w niektórych fińskich serwisach internetowych. Okładka singla jest wzorowana na okładce albumu Kiss – Creatures of the Night.

## Lista utworów
| Nr | Tytuł utworu                                     | Długość |
| -- | ------------------------------------------------ | ------- |
| 1. | „Beast Loose in Paradise” (edycja radiowa)       | 3:10    |
| 2. | „Beast Loose in Paradise” (wersja z Dark Floors) | 3:33    |
|    |                                                  | 6:43    |

## Twórcy
- Mr. Lordi – śpiew
- Amen – gitara elektryczna
- OX – gitara basowa
- Kita – instrumenty perkusyjne
- Awa – instrumenty klawiszowe